# Nueva Esperanza
Nueva Esperanza est une ville de la province de Santiago del Estero, en Argentine, et le chef-lieu du département de Pellegrini.